# Port Victoria, South Australia
Port Victoria är en ort i Australien. Den ligger i kommunen Yorke Peninsula och delstaten South Australia, omkring 110 kilometer nordväst om delstatshuvudstaden Adelaide. Antalet invånare är 1 100.
Runt Port Victoria är det mycket glesbefolkat, med 2 invånare per kvadratkilometer.. Port Victoria är det största samhället i trakten. 
Trakten runt Port Victoria består till största delen av jordbruksmark. Genomsnittlig årsnederbörd är 583 millimeter. Den regnigaste månaden är juni, med i genomsnitt 111 mm nederbörd, och den torraste är januari, med 12 mm nederbörd.